# All Mine
All Mine (마인?, Ma-inLR; lett. "Mio") è una serie televisiva sudcoreana trasmessa su tvN dall'8 maggio al 27 giugno 2021. Internazionalmente è distribuita da Netflix.
È stato il primo drama coreano con una protagonista lesbica, interpretata da Kim Seo-hyung.

## Trama
L'attrice Seo Hi-soo ha lasciato la scena per sposare il secondogenito di un potente chaebol, il Gruppo Hyowon. Della nuova famiglia fa parte anche la gallerista Jung Seo-hyun, sua cognata e prima nuora. Entrambe le donne cercano di trovare la propria identità in una realtà dove non sono permessi errori.

## Personaggi e interpreti
- Seo Hi-soo, interpretata da Lee Bo-young
- Jung Seo-hyun, interpretata da Kim Seo-hyung
- Kang Ja-kyung, interpretata da Ok Ja-yeon

## Riconoscimenti
- Baeksang Arts Award[5]
  - 2022 – Candidatura Miglior regista
  - 2022 – Candidatura Miglior attore di supporto a Lee Hyun-wook
  - 2022 – Candidatura Miglior attrice di supporto a Ok Ha-yeon
  - 2022 – Candidatura Miglior sceneggiatura a Baek Mi-kyung
- Metro K-Drama Award[6]
  - 2021 – Donna con più stile in un drama a Kim Seo-hyung